# Washington-on-the-Brazos
Pour les articles homonymes, voir Washington.

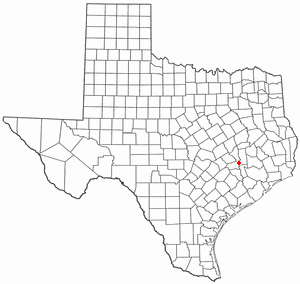
Situation de Washington-on-the-Brazos au Texas

Washington-on-the-Brazos est un ancien village situé sur le Brazos dans le comté de Washington, Texas. 
Il fut fondé à l'époque où le Texas faisait partie du Mexique. Le village servit de cadre à la Convention de 1836 et à la signature de la Déclaration d'indépendance du Texas.